# 亚托瓦
亚托瓦，是西班牙巴伦西亚自治区巴伦西亚省的一个市镇。总面积120平方公里，2001年普查人口總數為1949人，人口密度為每平方公里16人。